# Église Saint-Brice de Remies
L'église Saint-Brice de Remies est une église située à Remies, en France.

## Galerie

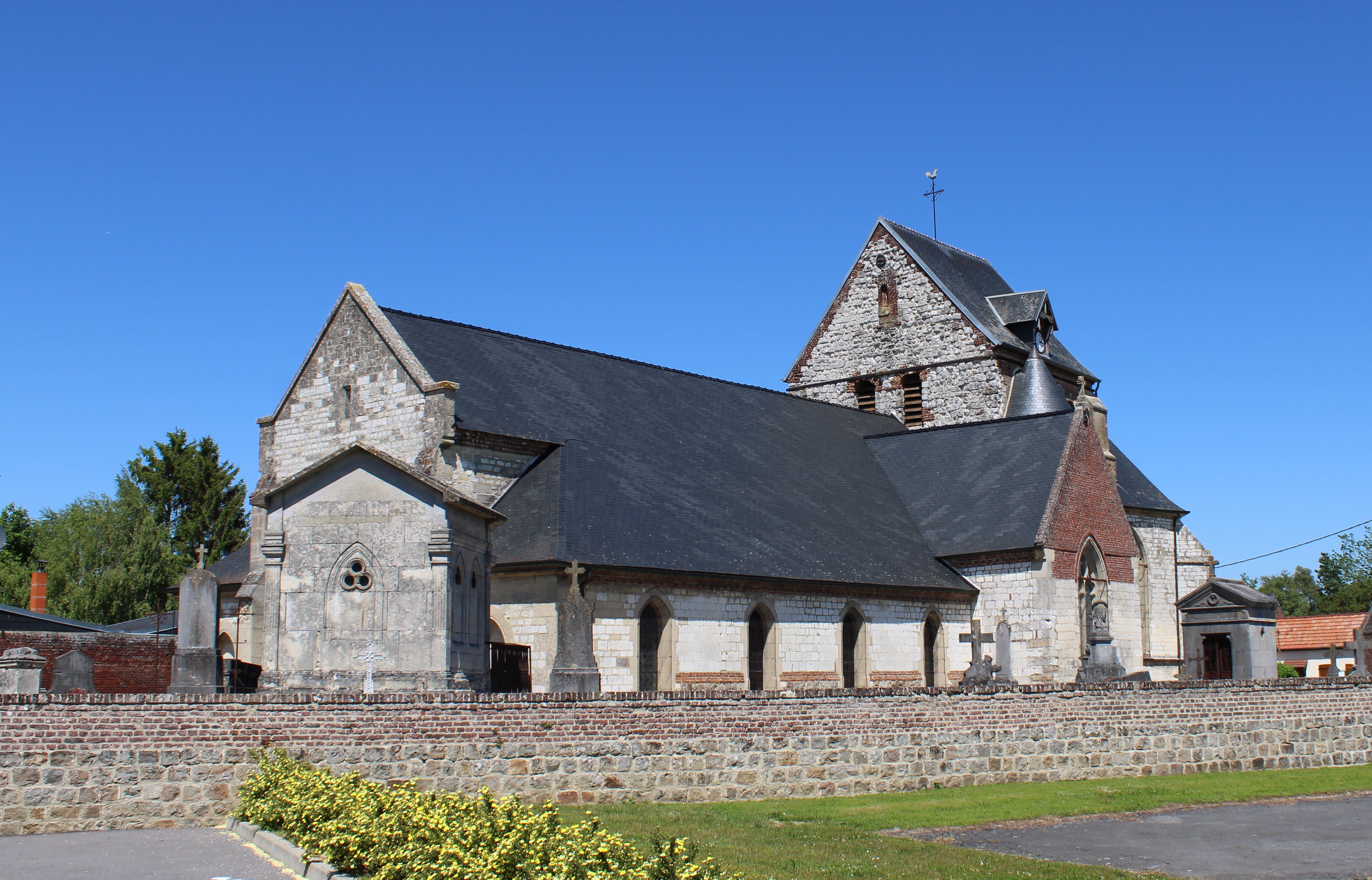
Vue latérale de l'église.
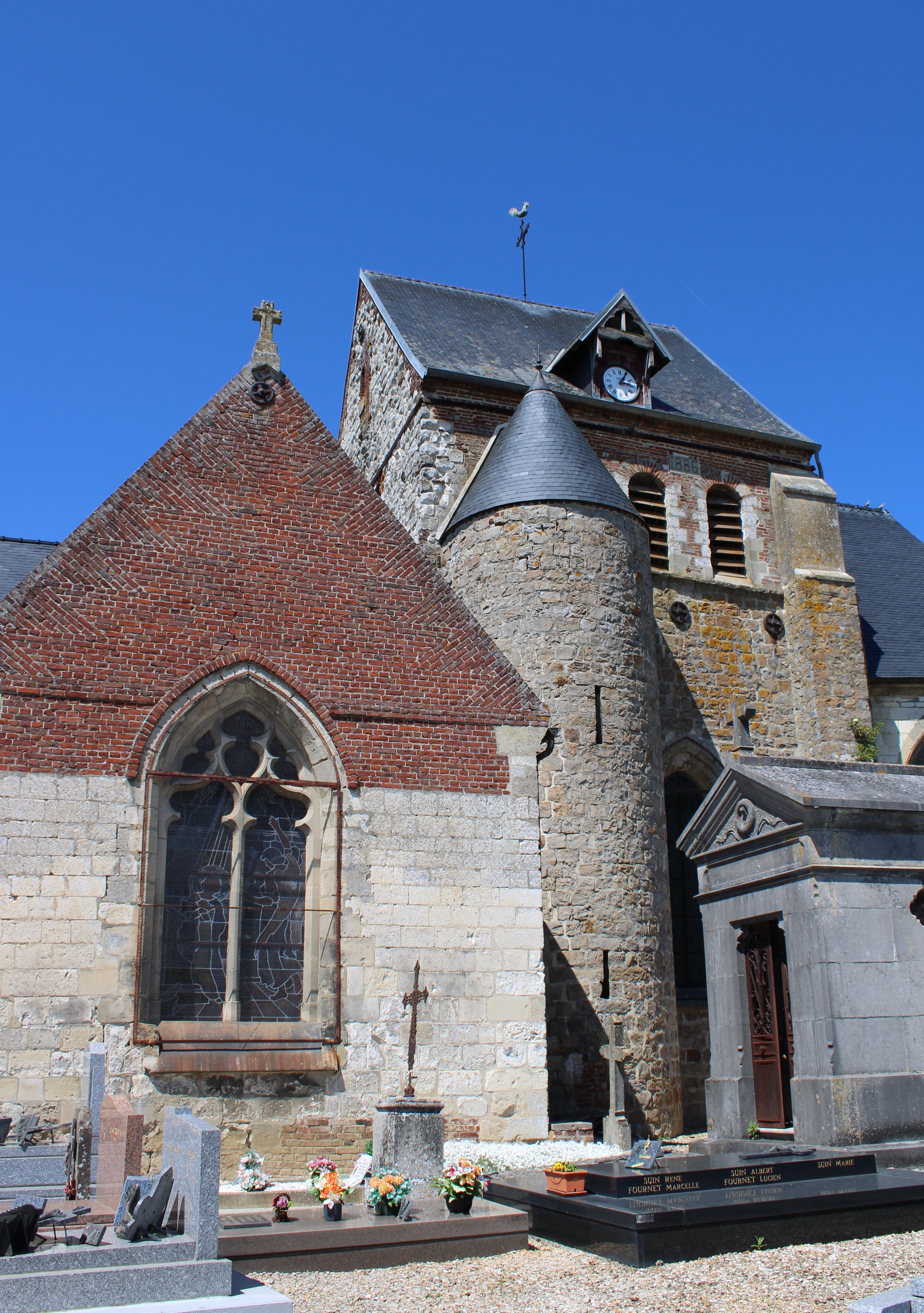
Le transept.
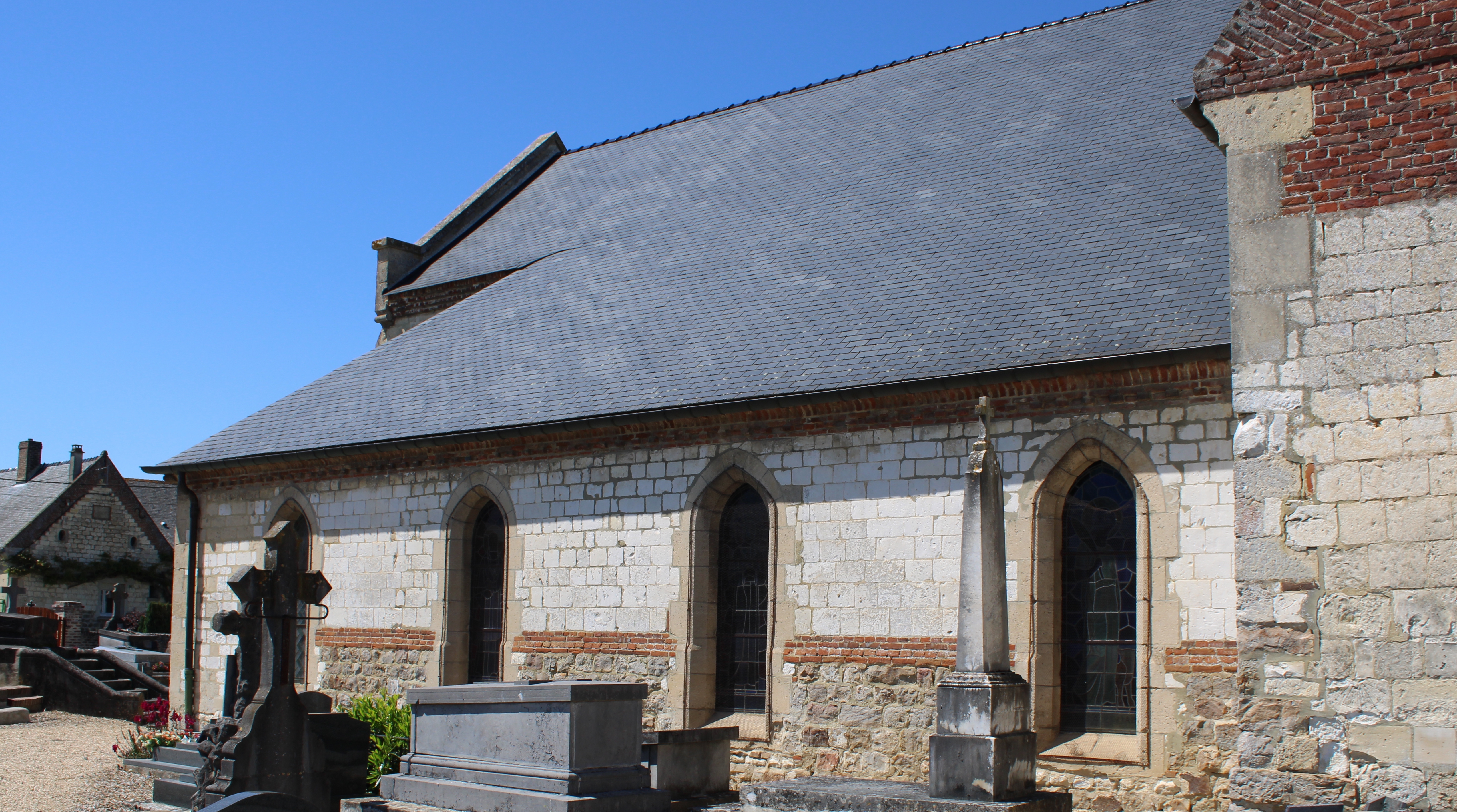
Le mur sur de la nef. Détail de l'appareil: sous-bassement en grès, 4 rangées de briques rouges, mur en pierre calcaire blanche et baies de style gothique en pierre dure.
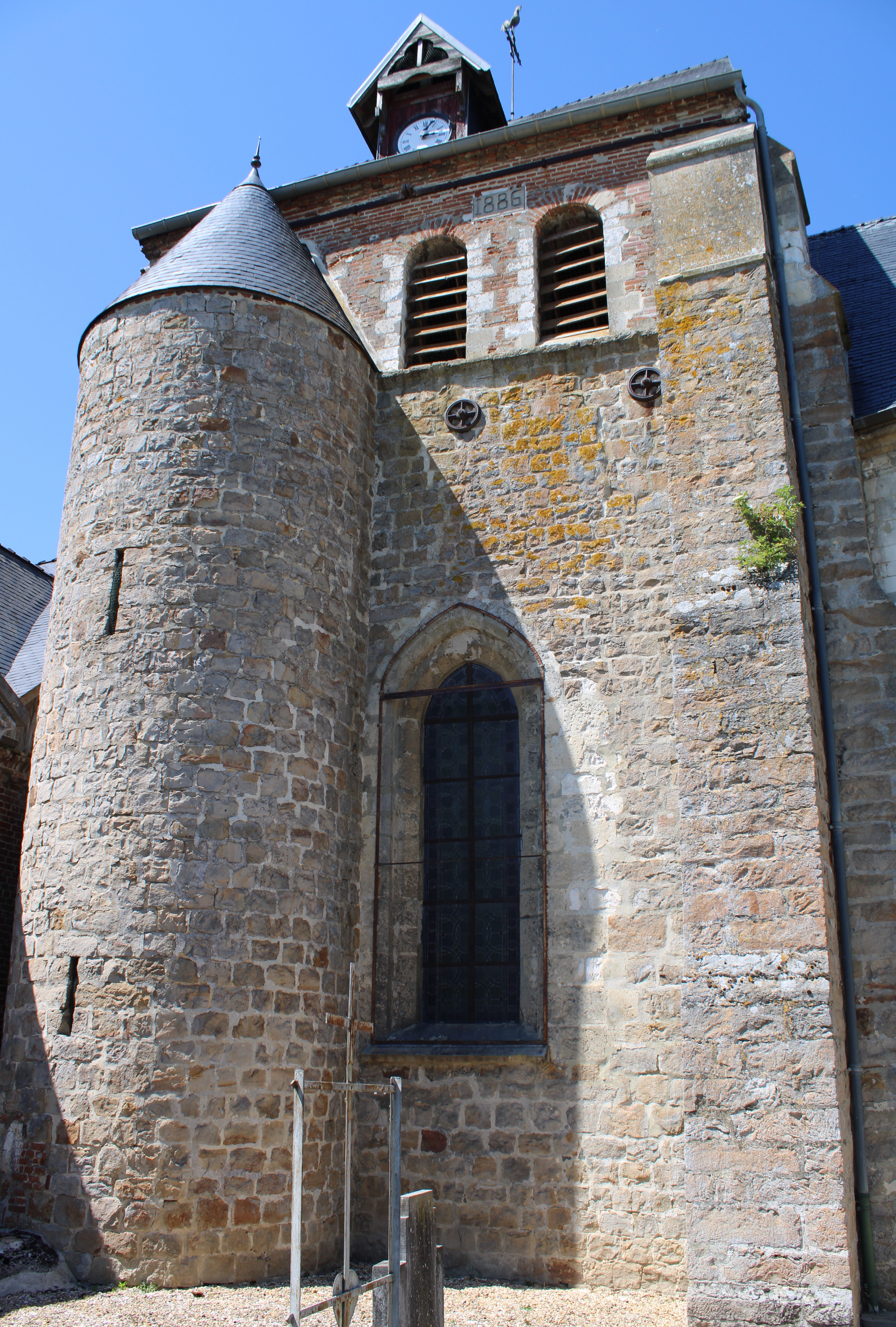
Le donjon flanqué d'une tour ronde percée de meurtrières.
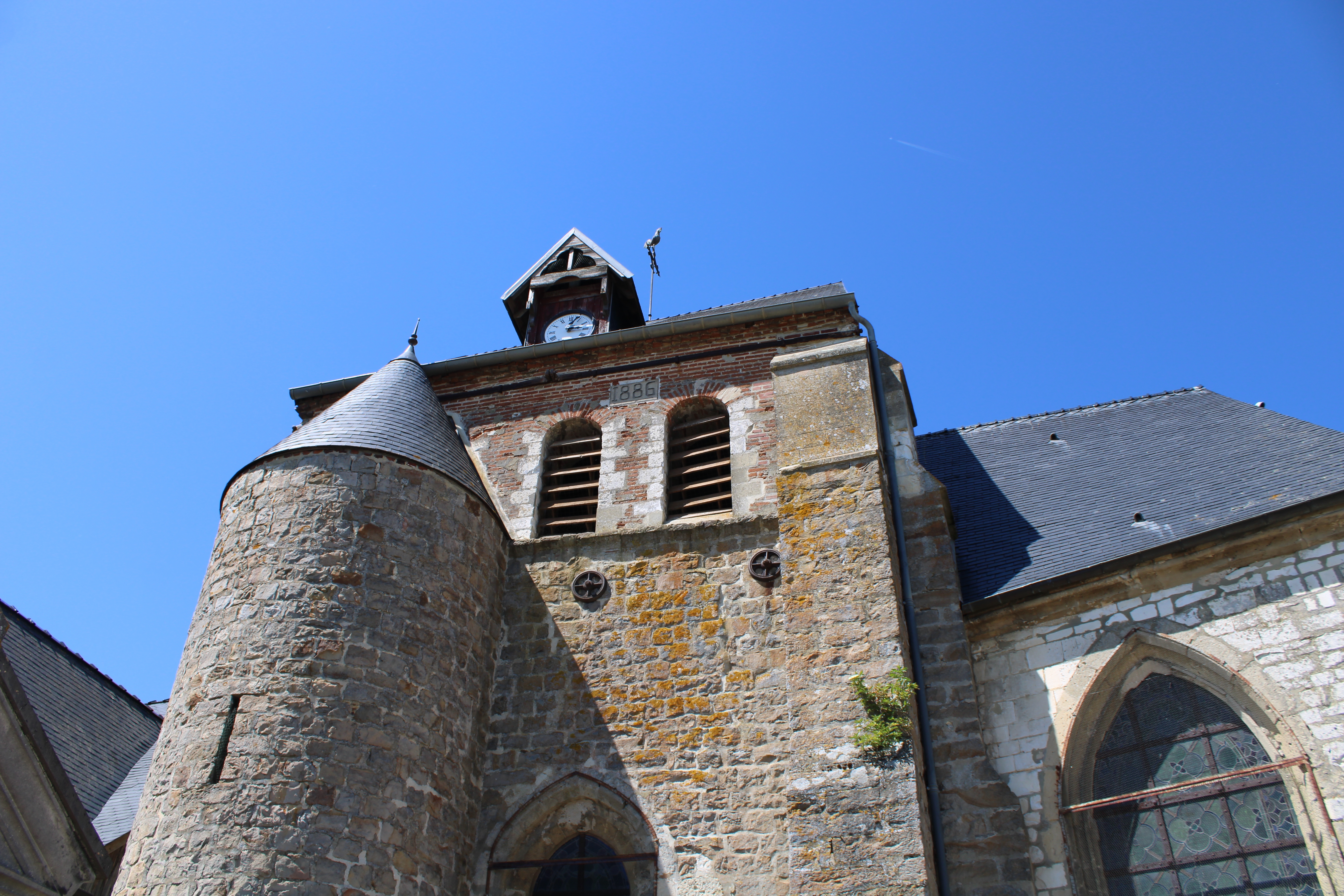
La partie supérieure de l'église a été reconstruite en 1886 avec l'ajout d'une horloge.
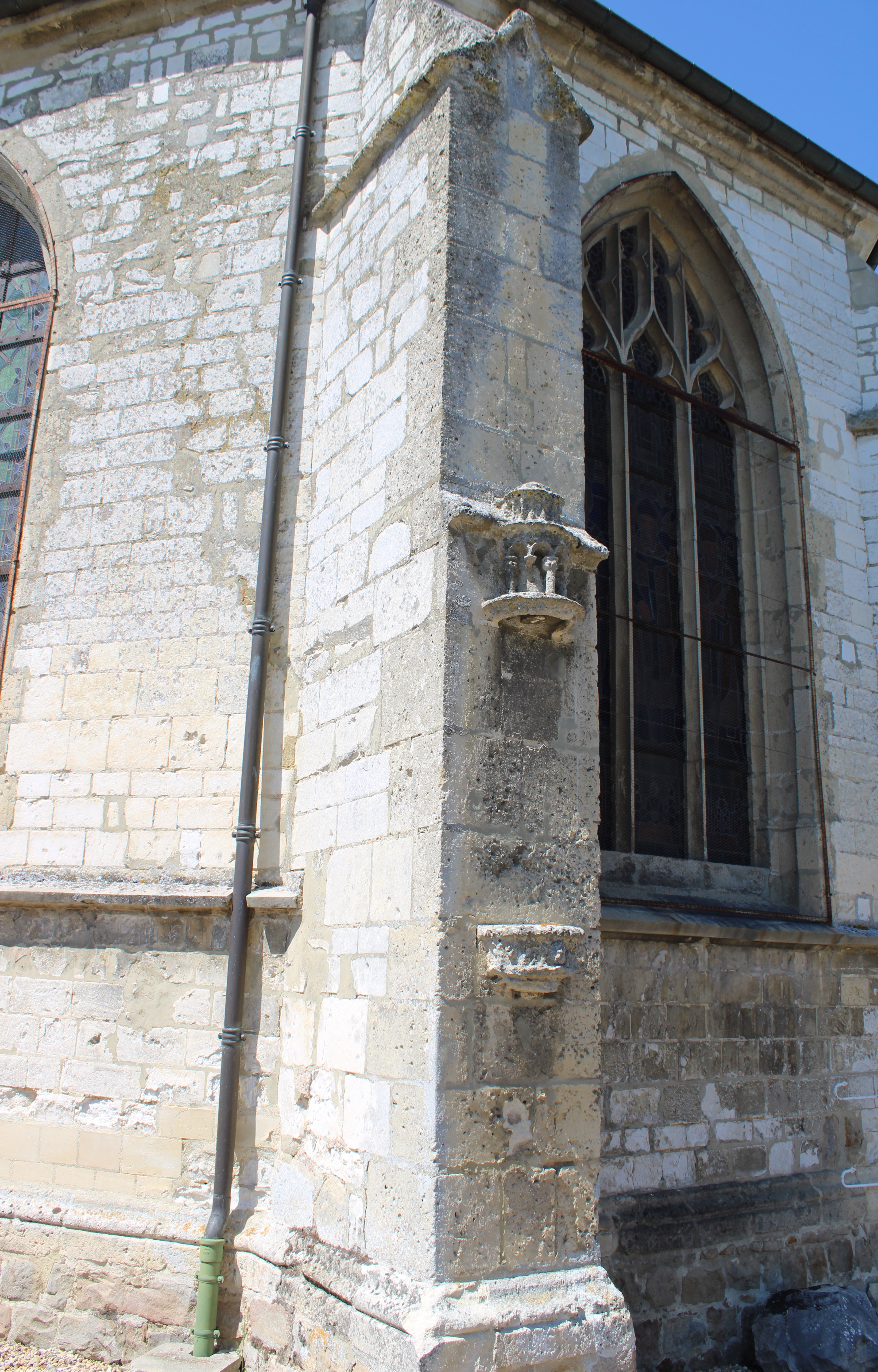
Vestiges de support de statue sur les contreforts du chevet.

## Localisation
L'église est située sur la commune de Remies, dans le département de l'Aisne.